# 1,3-ジメチル-2-イミダゾリジノン
1,3-ジメチル-2-イミダゾリジノン (1,3-dimethyl-2-imidazolidinone) とは、尿素の誘導体で、非プロトン性極性溶媒として利用される有機化合物である。DMI と略される。2-イミダゾリジノンの 2個の窒素原子上の水素をメチル基で置き換えた構造を持つ。別名として 1,3-ジメチル-2-イミダゾリドン  (1,3-dimethyl-2-imidazolidone)、ジメチルエチレン尿素 (dimethylethyleneurea) などと称される。
1,3-ジメチル-2-イミダゾリジノンは、発がん性が明らかになったヘキサメチルリン酸トリアミド (HMPA) の代替溶媒として利用される。さまざまな極性、非極性化合物に対し、高い溶解性を示す。
消防法に定める第4類危険物 第3石油類に該当する。